# Avenida Bolívar
A Avenida Bolívar é uma importante avenida localizada em Caracas, Venezuela. Sua construção iniciou-se a  25 de julho de 1945 e inaugurada a 31 de dezembro de 1949 como parte de um projeto maior (Plano Rotival); que incluiria diversos monumentos, um novo capitólio e um mausoléu para Simón Bolívar.

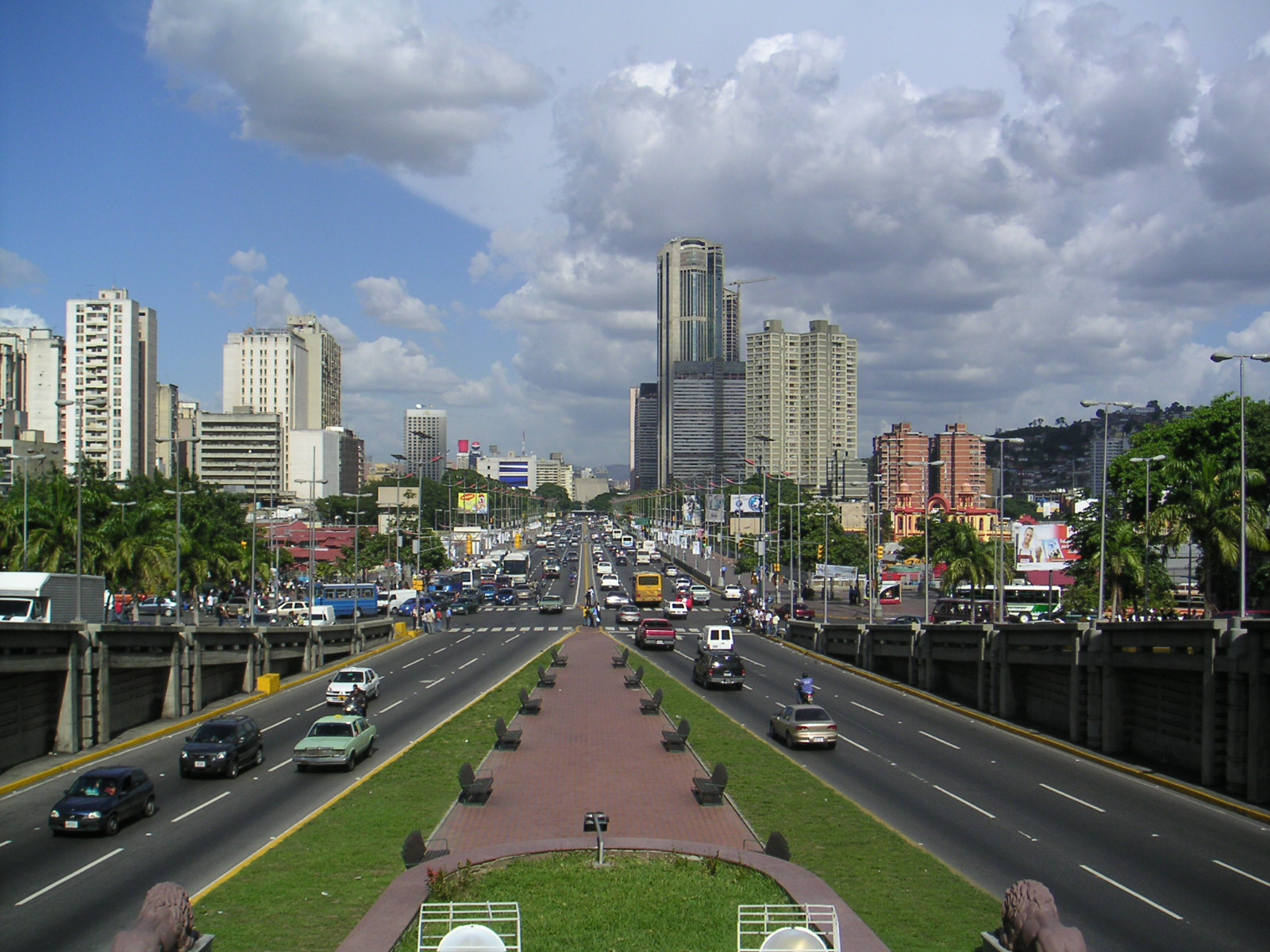
Avenida Bolívar

Devido às suas dimensões relevantes (até 2 km de comprimento), é usada para diversos eventos de atos políticos e cívicos (marchas, concentrações, manifestações, campanhas eleitorais), adicionalmente para eventos desportivos e culturais.
A avenida Bolívar conecta-se às avenidas do Libertador e Lecuna, atravessando o parque José María Vargas e o antigo terminal de passageiros Nuevo Circo. Aos arredores, encontra-se o Museo de los Niños, o Complejo Cultural Teresa Carreño, o Hotel Venetur Alba Caracas, a Galería de Arte nacional, o Complejo de Parque Central, o Mercado de La Hoyada e entre outro.